# Talsperre Caldeirão
Die Talsperre Caldeirão (portugiesisch Barragem do Caldeirão) liegt in der Region Mitte Portugals im Distrikt Guarda, ungefähr 2 km westlich der Stadt Guarda. Sie staut den Caldeirão, einen linken (östlichen) Nebenfluss des Mondego zu einem Stausee (port. Albufeira da Barragem do Caldeirão) auf. Der Stausee liegt am östlichen Rande des Naturparks Serra da Estrela (port. Parque Natural da Serra da Estrela). Ca. 500 m unterhalb der Talsperre mündet der Caldeirão in den Mondego.
Mit dem Projekt zur Errichtung der Talsperre wurde im Jahre 1988 begonnen. Der Bau wurde 1993 (bzw. 1996) fertiggestellt. Die Talsperre dient neben der Trinkwasserversorgung auch der Stromerzeugung. Sie ist im Besitz der Companhia Portuguesa de Produção de Electricidade (CPPE).

## Absperrbauwerk
Das Absperrbauwerk ist eine Bogenstaumauer aus Beton mit einer Höhe von 39 m über der Gründungssohle. Die Mauerkrone liegt auf einer Höhe von 707,1 m über dem Meeresspiegel. Ihre Länge beträgt 122 m. Das Volumen des Bauwerks beträgt 26.000 m³.
Die Staumauer verfügt sowohl über einen Grundablass als auch über eine Hochwasserentlastung. Über die Hochwasserentlastung können maximal 242 m³/s abgeführt werden. Das Bemessungshochwasser liegt bei 350 m³/s; die Wahrscheinlichkeit für das Auftreten dieses Ereignisses wurde mit einmal in 1.000 Jahren bestimmt.

## Stausee
Beim normalen Stauziel von 702 m  (max. 703,7 m bei Hochwasser) erstreckt sich der Stausee über eine Fläche von rund 0,66 km² und fasst 5,52 Mio. m³ Wasser – davon können 3,47 (bzw. 3,5) Mio. m³ genutzt werden. Mit den nutzbaren 3,5 Mio. m³ Wasser können 1,5 Mio. kWh erzeugt werden.

## Kraftwerk
Das Kraftwerk Caldeirão ist mit einer installierten Leistung von 32 (bzw. 40) MW eines der kleineren Wasserkraftwerke in Portugal. Die durchschnittliche Jahreserzeugung liegt bei 45 (bzw. 47, 48,7 oder 50) Mio. kWh.
Das Kraftwerk wurde im Jahre 1994 in Betrieb genommen. Die Francis-Turbine leistet maximal 41,4 MW und der zugehörige Generator 40 MVA. Die Nenndrehzahl der Turbine liegt bei 333,3/min. Der Generator hat eine Nennspannung von 6,3 kV. In der Schaltanlage wird die Generatorspannung von 6,3 kV mittels eines Leistungstransformators auf 63 kV hochgespannt.
Die minimale Fallhöhe beträgt 185,4 m, die maximale 193 m. Der maximale Durchfluss liegt bei 26 m³/s.
Das Kraftwerk ist im Besitz der CPPE, wird aber von EDP betrieben.